# 정송학
정송학(1953년 8월 16일~)은 대한민국의 정치인이다. 제6대 서울특별시 광진구청장을 지냈다.

## 역대 선거 결과
|  | 49.40% |

|  | 22.97% |

|  | 44.55% |

|  | 37.94% |

| 전임 정영섭 | 제6대 서울특별시 광진구청장(민선) 2006년 7월 1일~2010년 6월 30일 | 후임 김기동 |